# Henryk Grohman

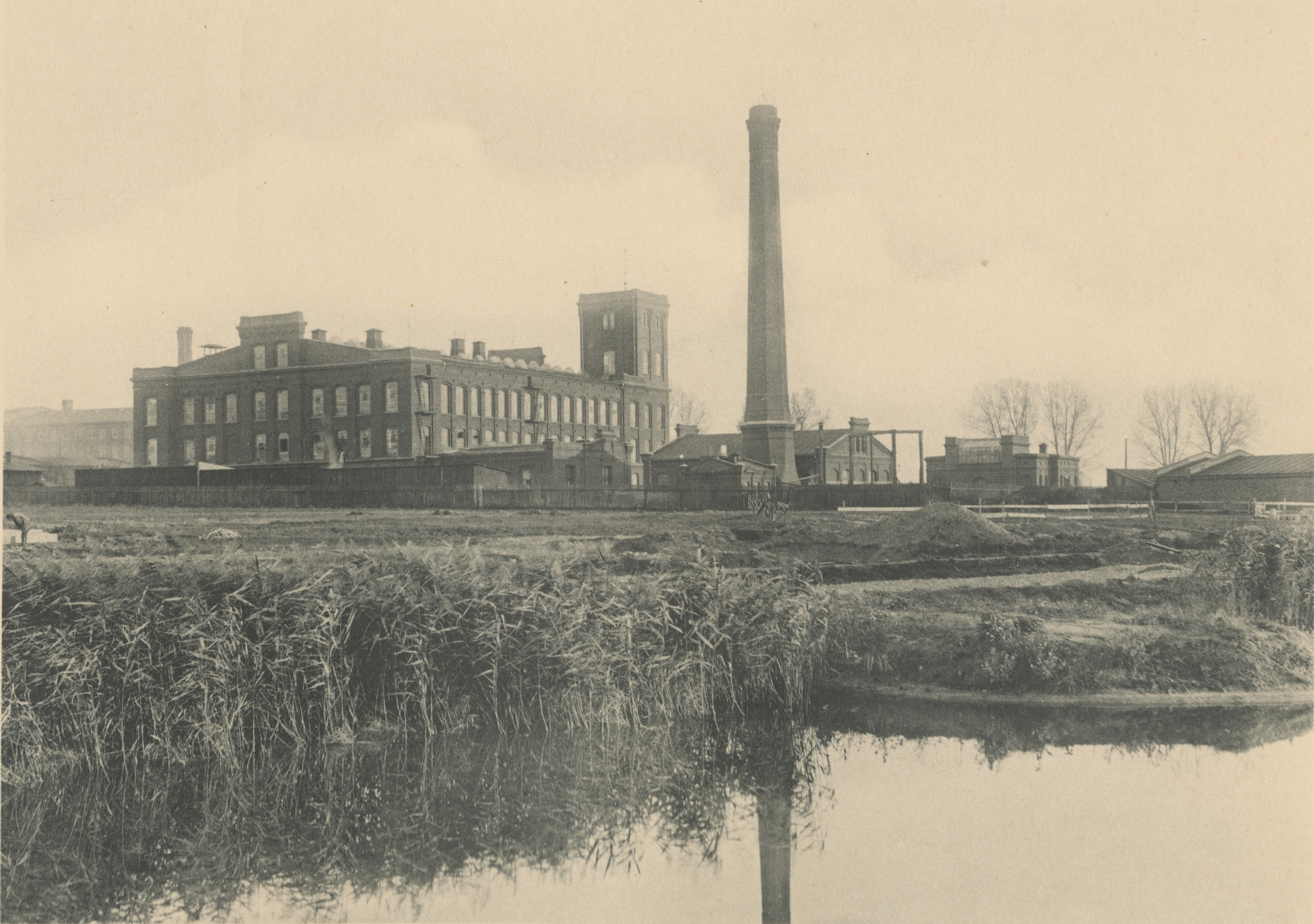
Fabryka wyrobów bawełnianych Henryka Grohmana (fot. Bronisław Wilkoszewski, 1896)

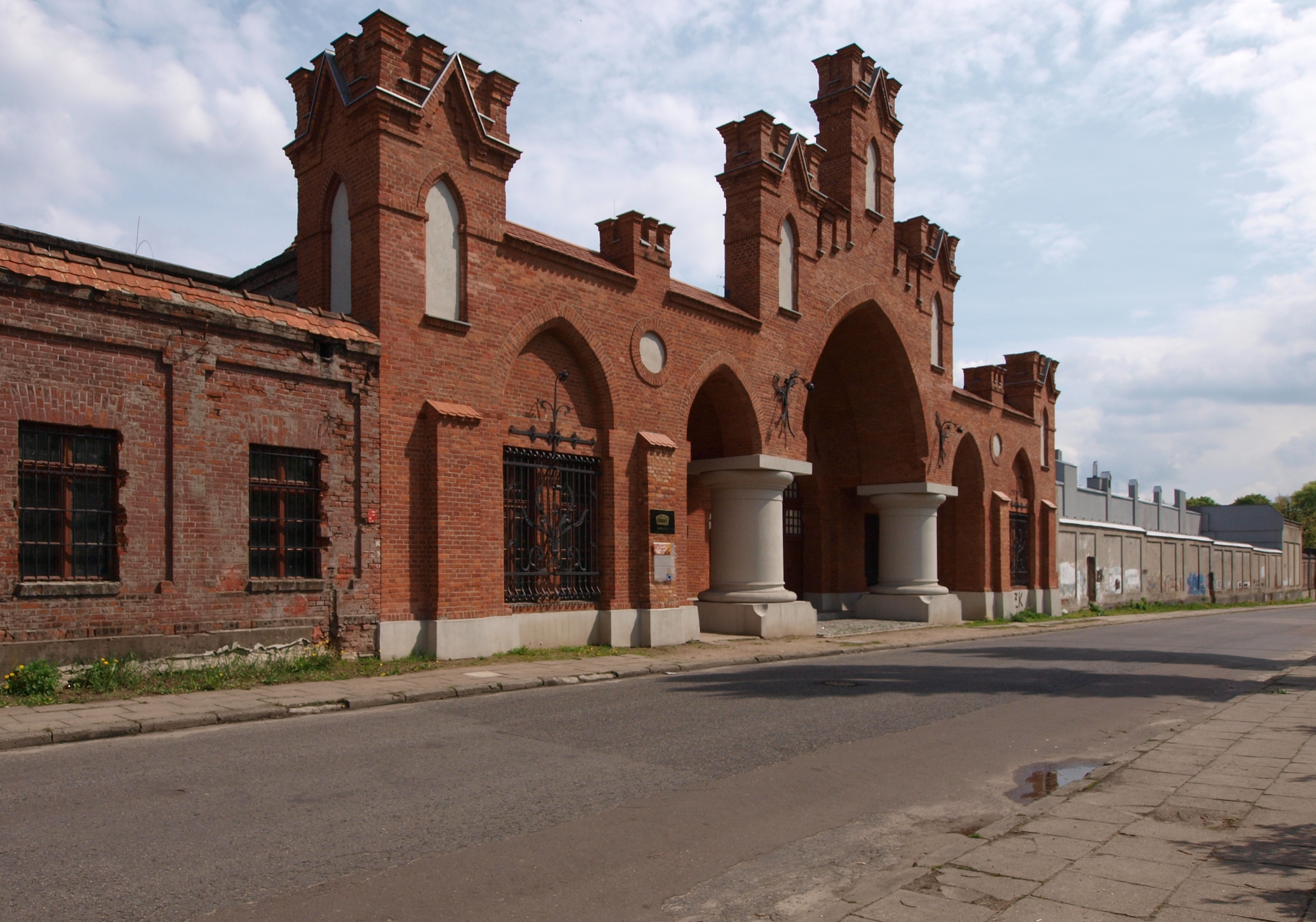
Beczki Grohmana współcześnie (maj 2010)

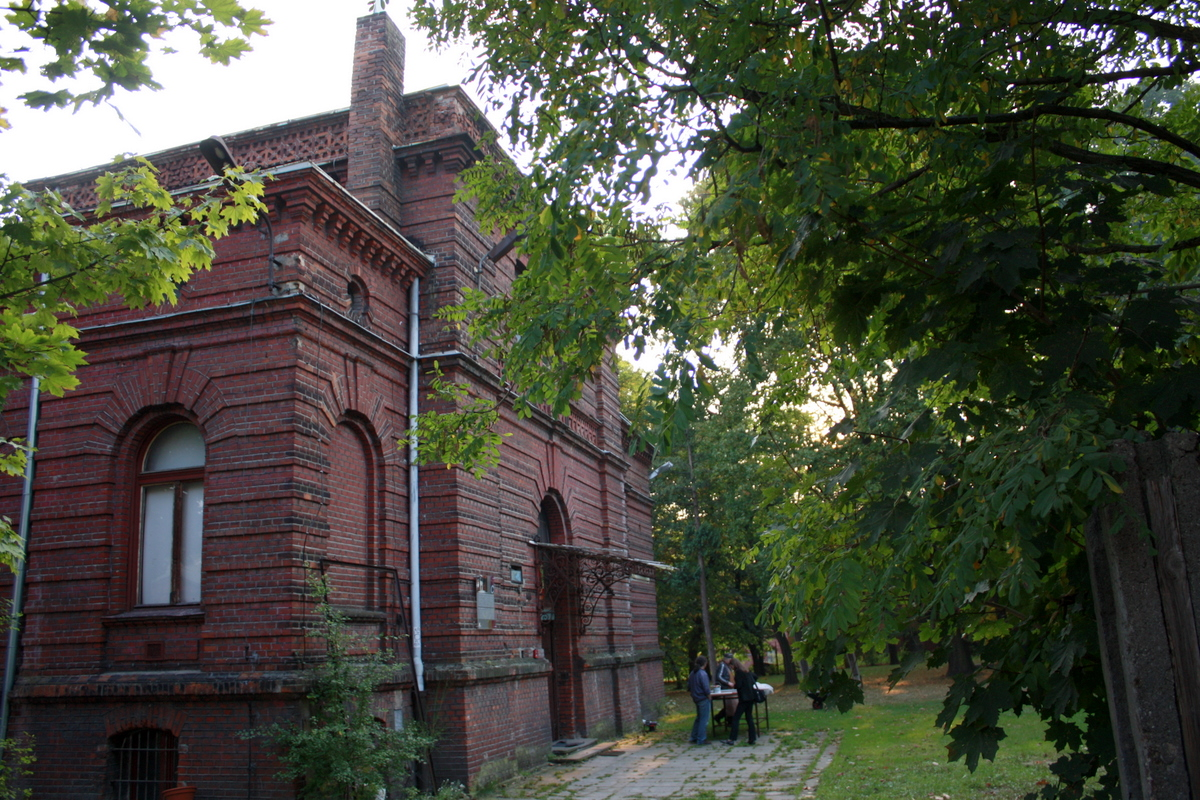
Willa Henryka Grohmana przy ul. Tymienieckiego 24 (wrzesień 2011)

Henryk Grohman (ur. 2 listopada 1862 w Łodzi, zm. 3 marca 1939 tamże) – łódzki fabrykant, dziedzic imperium Ludwika Grohmana, członek Rady Centralnego Związku Polskiego Przemysłu, Górnictwa, Handlu i Finansów (Lewiatana) w 1920.

## Życiorys
Najstarszy z czterech synów Ludwika, który przejął prowadzenie firmy po śmierci ojca i wprowadził w niej zmiany. Rozbudował zakład i postawił nowoczesny wielowydziałowy kombinat włókienniczy. Głównym obiektem rozbudowującej się fabryki była wielka tkalnia mechaniczna zlokalizowana przy ul. Targowej. Wiodła do niej monumentalna brama zwana potocznie „beczkami grohmanowskimi”. „Beczki Grohmana” już wkrótce stały się symbolem całego przedsiębiorstwa i jednym z najbardziej znanych symboli ówczesnej Łodzi przemysłowej. W 1889 firma Grohmanów przekształciła się w spółkę akcyjną „Towarzystwo Akcyjne Zakładów Przemysłowych Ludwika Grohmana”.
Częścią „królestwa Grohmanów” były również pałace i wille budowane i rozbudowywane przez kolejnych członków rodziny. W 1881 roku naprzeciwko domu Traugotta Grohmanna i grohmanowskiej fabryki stanęła neorenesansowa willa według projektu Hilarego Majewskiego. Henryk Grohman w 1892 roku zamieszkał w willi wzniesionej przy ul. Tymienieckiego 24.
W wyborach do Rady Miejskiej w Łodzi, przeprowadzonych w styczniu 1917 roku, uzyskał mandat radnego, startując z listy Komitetu Wyborczego Pięciu Zrzeszeń Przemysłu i Handlu. Był pracownikiem Komitetu Ofiary Narodowej Tymczasowej Rady Stanu. Postanowieniem Rady Regencyjnej z dnia 26 kwietnia 1918 został mianowany członkiem Rady Stanu.
W 1921 firma Scheiblerów połączyła się z fabryką Grohmanów wskutek czego powstał największy kompleks przemysłowy Łodzi – „Zjednoczone Zakłady Włókiennicze Karola Scheiblera i Ludwika Grohmana – Spółka Akcyjna w Łodzi”.
Grohman był mecenasem kultury. Zbierał grafikę polską i obcą, interesował się sztuką wschodu. Zapraszał do swego domu artystów, w sali balowej urządzał koncerty fortepianowe, grał tam między innymi Paderewski, gościł Witkacy. Grohman był też znawcą dzieł sztuki i kolekcjonerem. Bogaty zbiór egzotycznych instrumentów muzycznych zapisał na rzecz Muzeum Etnograficznego Warszawie (spłonął on w 1939), zdeponowane przez niego w Muzeum Narodowym skrzypce Stradivariusa zostały zagrabione przez Rosjan w końcu wojny i nie zostały zwrócone. Do Muzeum Narodowego przekazał zbiory ceramiki i grafiki japońskiej, które gromadził przed 1914. Bogaty zbiór grafik japońskich oddał do Gabinetu Rycin Biblioteki Uniwersytetu Warszawskiego. Księgozbiór podarował bibliotece publicznej w Łodzi. Był pierwszym prezesem Łódzkiego Towarzystwa Muzycznego.
Pochowany został w rodzinnym grobowcu Grohmanów w części ewangelicko-augsburskiej Starego Cmentarza w Łodzi.
Żona – Matylda Trenkler – była jego ciotką (jej pierwszy mąż, Teodor, był bratem matki – Pauliny Trenkler).

## Ordery i odznaczenia
- Krzyż Komandorski Orderu Odrodzenia Polski (30 kwietnia 1925)[12]
- Złoty Krzyż Zasługi (9 listopada 1931)[13]